# Fluorouracile

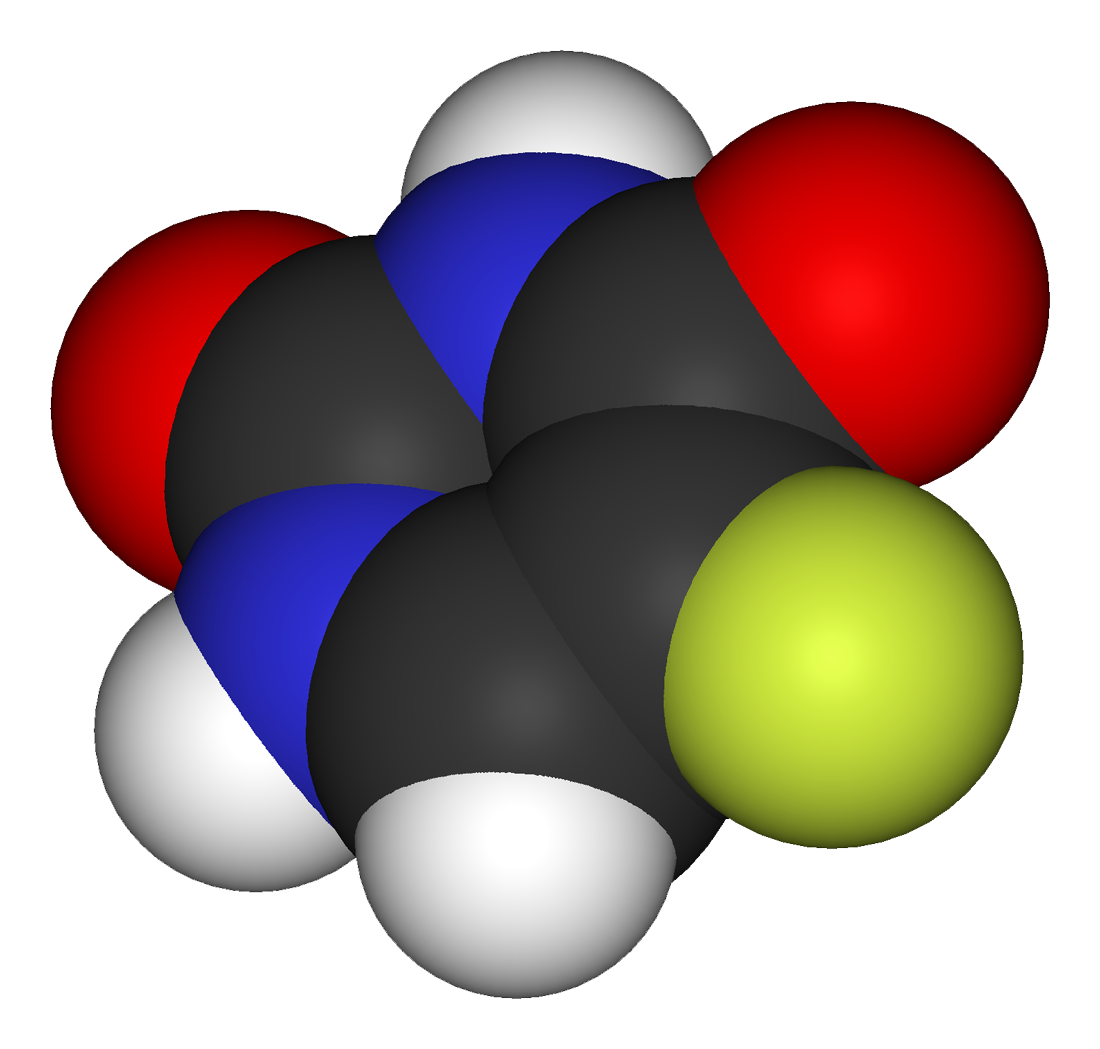
La molecola del fluorouracile secondo le sfere di Van de Waals

Il fluorouracile (5-fluorouracile, 5-FU, o fluoruracile), un analogo della pirimidina, è un agente chemioterapico antitumorale, appartenente alla famiglia degli antimetaboliti.
Utilizzato nella clinica oncologica da circa 40 anni, è uno dei farmaci più usati nella terapia adiuvante dei tumori del colon-retto e del pancreas. Di solito è somministrato in protocolli terapeutici che lo uniscono all'acido folinico (Leucovorina).
Il fluorouracile è un antimetabolita analogo della timina. Il meccanismo d'azione non è del tutto chiaro, ma si ritiene che comporti il blocco dell'azione della timidilato sintasi e quindi l'interruzione della sintesi del DNA.
Il fluorouracile è stato brevettato nel 1956 ed è entrato in terapia nel 1962.  È incluso nell'elenco dei medicinali essenziali dell'Organizzazione mondiale della sanità, i medicinali più sicuri ed efficaci necessari in un sistema sanitario.

## Usi
Viene somministrato per via parenterale per il cancro del colon, il cancro dell'esofago, il cancro allo stomaco, il cancro al pancreas, il cancro al seno e il cancro alla cervice.  Viene anche usato per via topica nel trattamento della cheratosi attinica, del carcinoma basocellulare e per le verruche cutanee. Il fluorouracile può anche essere usato come collirio per il trattamento della neoplasia squamosa della superficie oculare.

## Meccanismo d'azione
È un farmaco che agisce in vivo. Il 5-FU agisce in diversi modi, dopo essere stato ribosilato e fosforilato può essere integrato nell'RNA, alterandolo. Inoltre inibisce la timidilato sintetasi. L'interruzione dell'azione di questo enzima blocca la sintesi della timidina, che è un nucleoside necessario per la replicazione del DNA. La timidilato sintasi trasferisce un metile da un donatore a un accettore, cioè dal N5-N10 metilentetraidrofolico al 5-fluorouracile. L'enzima tende a strappare il fluoro, che, essendo un cattivo gruppo uscente, rimane nel complesso ternario i cui componenti sono: 5-fluorouracile, timidilato sintetasi e 5-10 metilentetraidrofolico. Il complesso è più stabile quando si associa l'acido folinico, precursore del 5-10 metilentetraidrofolico.

## Effetti collaterali
La maggior parte dei pazienti sviluppa effetti collaterali in seguito alla somministrazione parenterale. Gli effetti collaterali comuni sonoː infiammazione della bocca, perdita di appetito, riduzione delle cellule del sangue, perdita di capelli e infiammazioni della pelle. Se usato per via topica può dare irritazione nel sito di applicazione.

## Controindicazioni
È controindicato nei pazienti gravemente debilitati o nei pazienti con soppressione del midollo osseo causata dalla radioterapia o dalla chemioterapia. Allo stesso modo è controindicato nelle donne in gravidanza o in allattamento.  Dovrebbe anche essere evitato in pazienti che non hanno malattie maligne.

## Farmacocinetica
È metabolizzato a livello epatico ed eliminato per via renale. L'emivita è molto breve, di alcuni minuti.